# نادي هالمستاد
نادي هالمستاد هو نادي كرة قدم في السويد تأسس في 1914 يقع في هالمستاد.

## وصلات خارجية
- الموقع%20الرسمي